# Cornelis Jacobsz. van Steyn
Cornelis Jacobsz. van Steyn (- Gouda, begraven 12 november 1646) was burgemeester van de Noord-Nederlandse stad Gouda.

## Leven en werk
Van Steyn werd in 1637 benoemd tot lid van de Goudse vroedschap. Het jaar daarop werd hij gekozen tot burgemeester van Gouda. Ook in de jaren 1639, 1644 en 1645 vervulde hij de rol van burgemeester. In 1642 was hij tresorier (schatkistbewaarder) van Gouda. Van 1645 tot 1646 vertegenwoordigde hij Gouda in de Staten van Holland en West-Friesland. Hij overleed  in 1646 en werd op 12 november van dat jaar begraven in de Goudse Sint-Janskerk.
Van Steyn was in 1636 regent van het weeshuis. De Goudse schilder Jan Ariens Duif schilderde hem en zijn mederegenten in dat jaar. Het schilderij behoort tot de collectie van Museum Gouda.